# Transitgebühr
Unter Transitgebühr versteht man die Kosten, die beim Durchqueren eines Landes oder einer Region anfallen. Diese werden in Form von Zöllen oder Sonderabgaben, wie einer Maut, bezahlt. Für das ökologisch besonders sensible Gebiet der Alpen wird derzeit (2007) ein neues System, die so genannte Alpentransitbörse, diskutiert.